# Tribalus gracilipes
Tribalus gracilipes är en skalbaggsart som beskrevs av Vienna 1993. Tribalus gracilipes ingår i släktet Tribalus och familjen stumpbaggar. Inga underarter finns listade i Catalogue of Life.